# 長州藩

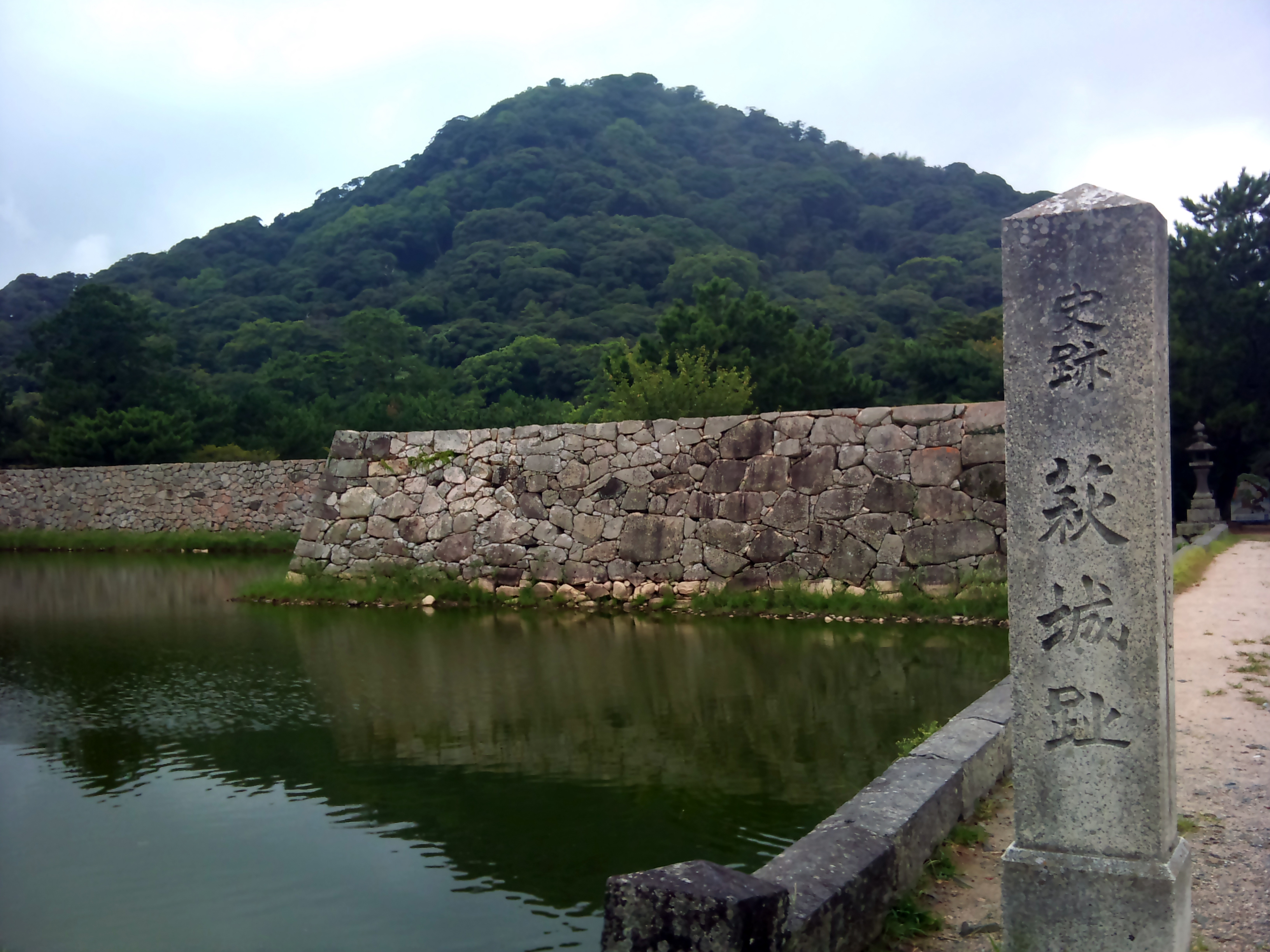
萩城址

長州藩（ちょうしゅうはん）は、江戸時代に周防国と長門国を領国とした外様大名・毛利家を藩主とする藩。家格は国主・大広間詰。版籍奉還後の名は、山口藩。
現在の山口県に相当する。

長州藩

## 概要

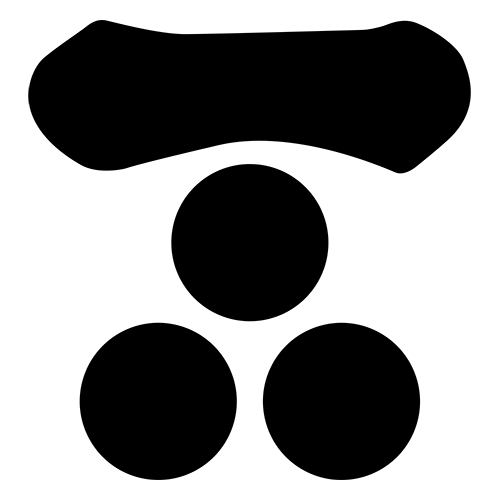
一文字に三つ星

安芸広島を本拠に山陽道・山陰道の8か国を領有していた毛利氏が関ヶ原の戦いに敗れ、防長二国に領地を削減されたことで成立。以来、250年以上にわたって藩庁を長門国阿武郡萩（現在の山口県萩市）の萩城に置いていたことから、一般的に長州藩と呼ばれ、藩庁を周防国吉敷郡山口（現在の山口市）の山口城（山口政事堂）へ移した山口移鎮後も長州藩と呼ばれている。
萩時代を萩藩（はぎはん）、山口時代を山口藩（やまぐちはん）とも呼んで区別する場合もある。明治初年から4年まで、府藩県三治制下では山口藩と称した。また、毛利藩と呼ばれることもある。
幕末には薩摩藩（鹿児島県）とともに討幕運動の中心となり、明治維新の原動力となった。その中心人物として吉田松陰、高杉晋作が知られている。さらに討幕運動を経て明治政府に木戸孝允、大村益次郎、伊藤博文、井上馨、山縣有朋などの人材を多数輩出した。

## 歴史

### 中世から安土桃山時代

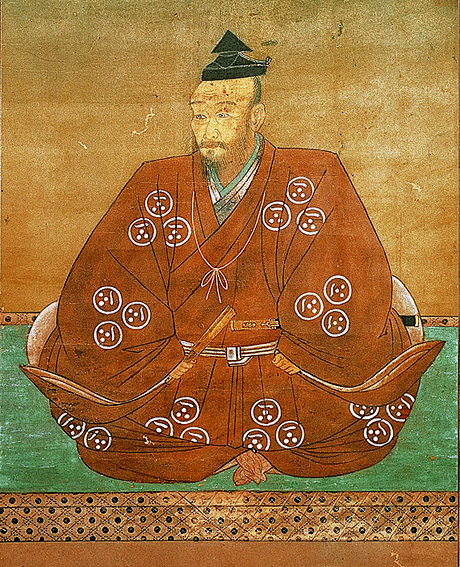
毛利元就

藩主の毛利家は、鎌倉幕府の重臣であった大江広元の四男・毛利季光を祖とする一族である。鎌倉時代に越後国佐橋荘を領した毛利経光（季光の子）が、四男の時親に安芸国吉田庄を分与し分家を立てた。
時親の子・毛利貞親、孫の毛利親衡は越後に留まり安芸の所領は間接統治という形をとったが、南北朝時代に時親の曽孫・毛利元春は安芸に下向し、吉田郡山城にて領地を直接統治するようになる。しかし戦国時代には毛利元就が出ると、一代にして国人領主から戦国大名に脱皮し大内氏の所領の大部分と尼子氏の所領を併せ、最盛期には中国路10か国と九州北部の一部を領国に置く最大級の大名に成長した。
元就の孫・毛利輝元（隆元の子）は豊臣秀吉に仕え、天正19年（1591年）3月、安芸・周防・長門・備中半国・備後・伯耆半国・出雲・石見・隠岐の112万石（石見銀山50万石相当、また以前の検地では厳密にこれを行っていなかったことを考慮すると実高は200万石超）を安堵された。また、本拠を吉田郡山城から、より地の利の良い広島城に移す。
輝元は秀吉の晩年、五大老の一人に推され、関ヶ原の戦いでは石田三成方に与し、西軍の総大将として大坂城西の丸に入った。だが、主家を裏切り東軍に密かに内通していた従弟の吉川広家により、徳川家康に対して敵意がないことを確認、毛利家の所領は安泰との約束を家康の側近から得ていた。
ところが、西軍の敗北後、家康は広家の弁解とは異なり、輝元が西軍に積極的に関与していた書状を大坂城で押収したことを根拠に、一転して輝元の戦争責任を問いだした。これにより、所領安堵の約束を反故にして毛利家を減封処分とし、輝元は隠居の身となり、輝元の嫡男・毛利秀就に周防・長門2か国29万8480石2斗3合を与えることとした（防長減封）。

### 江戸時代初期
実質上の初代藩主は輝元であるが、形式上は秀就である。秀就は幼少のため、当初は輝元の従弟の毛利秀元と重臣の福原広俊・益田元祥らが藩政を取り仕切った。
新しい居城地として、防府・山口・萩の3か所を候補地として幕府に伺いを出したところ、これまた防府・山口は分限にあらずと萩に築城することを幕府から命じられた。萩は防府や山口と異なり、三方を山に囲まれ日本海に面し、隣藩の津和野城の出丸の遺構が横たわる鄙びた土地であった。
慶長12年（1607年）、領国を4分の1に減封された毛利氏は新たな検地に着手し、慶長15年（1610年）に53万を打ち出した。しかし、思いもよらぬ50万石を超える高石高に驚いた幕閣（取次役は本多正信）は、敗軍たる西軍の総大将であった毛利家は50万石の分限ではないこと（特に東軍に功績のあった隣国の広島藩主・福島正則49万8000石とのつりあい）、毛利家にとっても高石高は高普請役負担を命じられる因となること、慶長10年御前帳の石高からの急増は理に合わないことを理由に、石高の7割である36万9411石3斗1升5合を表高として公認した。
以降この表高は明治維新まで変わることはなかったが、その後の新田開発などにより、実高（裏高）は1625年（寛永2年）の第二回検地では本藩と支藩を合わせて66万石、1686年（貞享3年）の本藩領だけの検地で63万石、1761年（宝暦11年）には本藩領検地だけで約71万石を検出。この後には検地は実施されていないが、幕末期の内検高は100万石以上だったと推定されている。

### 江戸時代中期から後期

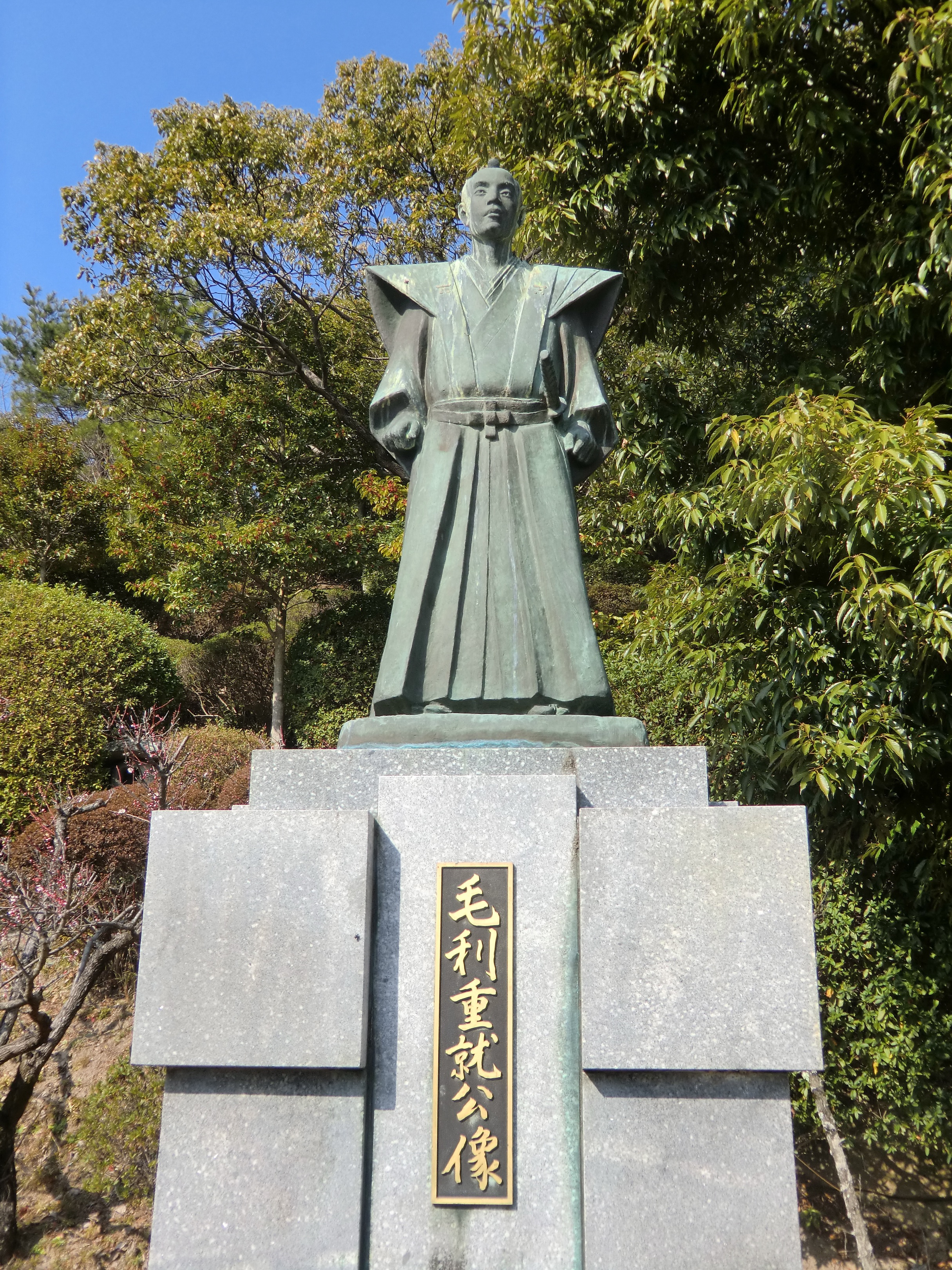
毛利重就

江戸時代中期には、第7代藩主・毛利重就が、宝暦改革と呼ばれる藩債処理や新田開発などの経済政策を行う。
第11代藩主・毛利斉元の時代の1825年（文政8年）には長州藩で戸籍制度が創設された。この制度が明治政府に受け継がれ、京都に始まり、やがて全国民を対象とした戸籍制度が創設された。また文政12年（1829年）には産物会所を設置し、村役人に対して特権を与えて流通統制を行う。しかし、藩専売制の強化が農民の反対を招き、天保3年（1831年）には、領内で大規模な一揆が発生。このため藩政改革を行い、この改革が明治維新遂行の道を歩むきっかけとなった。
天保8年（1836年）4月27日、後に「そうせい侯」と呼ばれた毛利慶親が第13代藩主に就くと、村田清風を登用した天保の改革を行う。倹約による財政立て直しが図られるとともに、下関港に「下関物産総会所」という大阪と北海道、日本海沿岸各地を行き来する他藩の船の積み荷を保管したり、販売を代行したり、資金を融通する公営の公益企業局を設置することで交易を盛んにして藩は大きな財力を付けた
すでにこの時期産業革命を達成した西洋列強が日本近海にも勢力を伸ばしており、本州の西端にあって三方を海に囲まれていた長州藩はこうした国際情勢に敏感であり、早くから洋学を積極的に取り入れて西洋医学を教える医学所などを次々と設立した。ペリー来航後には周布政之助が登用され、財政再建とともに西洋列強の外圧に対抗するため西洋の近代的軍制を模範とした軍制改革が実施されている（安政の改革、安政の軍制改革）。

### 幕末
幕末になると長州藩は尊皇攘夷の志士を多数輩出し、明治維新の原動力となる。その思想的背景として、幕府によって事実上幽閉状態に置かれていた藩士・吉田松陰の私塾松下村塾があった。多くの藩士がここに入門して松陰の尊皇攘夷を思想的な軸とした兵学や史学を学んでいた。門下生には高杉晋作、久坂玄瑞、伊藤博文、山県有朋、前原一誠など幕末から明治に活躍する人材が多数ある。
文久3年（1863年）4月には、激動する情勢に備えて、幕府に無断で山口に新たな藩庁を築き、「山口政事堂」と称する。慶親は萩城から山口（中河原の御茶屋）に入り、幕府に山口移住と新館の造営を正式に申請書を提出し、山口藩が成立した（山口移鎮）。これにより、萩藩は（周防）山口藩と呼ばれることとなった。同年、会津藩と薩摩藩が結託した八月十八日の政変で京都から追放された。

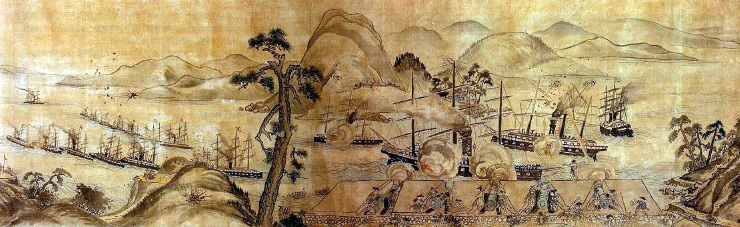
『馬關戰争圖』(部分) 藤島常興 筆、下関市市立長府博物館 収蔵

同年、長州藩は攘夷親征の朝旨を実現するため攘夷実行開始期日の1863年5月10日に下関海峡を通過する列強諸国の軍艦に砲撃を加えた。だが、幕府の統治能力では攘夷運動を抑止できないと判断したアメリカ、イギリス、フランス、オランダの列強四か国は、攘夷運動の本拠地である長州藩に対して直接武力行使に出ることにし、4か国連合艦隊を下関に向かわせた。
そして、この事態に藩上層部はロンドンから急遽帰国した伊藤博文や井上馨らの制止も聞かず、列強諸国の賠償金支払い要求を拒否したため元治元年（1864年）8月、下関戦争が発生した。列強諸国の圧倒的火力の前に長州藩の砲台は破壊されて降伏と賠償金支払いを余儀なくされた。この事件を契機として攘夷論は不可能であることが藩内で認識されるようになり、列国に接近して藩軍の装備を洋式化しつつ倒幕を目指す藩論が強まった。
この事件により、武士階級の無力さが暴露される形となった。上海でアジア最大の大国である中国の半植民地化を目の当たりにした藩士・高杉晋作は、安政期以降の長州藩軍制改革の成果に立って藩主の信認のもとに、文久3年（1863年）6月に、身分に関わらず志があれば力量本位で参加できる軍隊・奇兵隊を創設した。

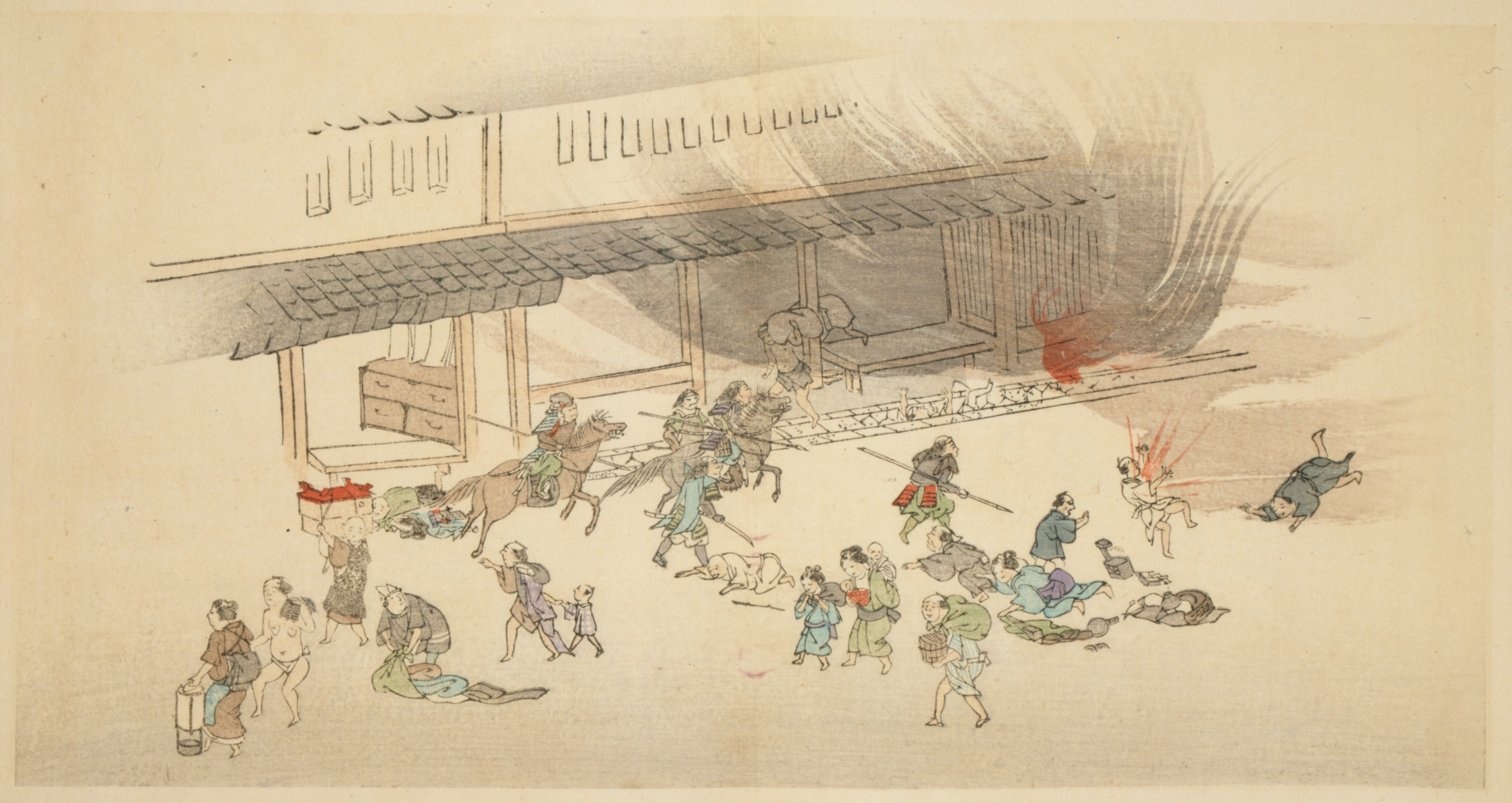
禁門の変

元治元年（1864年）、池田屋事件、禁門の変で打撃を受けた長州（山口）藩に対し、幕府は徳川慶勝を総督とした第一次長州征伐軍を送った。長州（山口）藩では椋梨ら幕府恭順派（俗論派）が実権を握り、周布や家老・益田親施らの主戦派は失脚して粛清され、藩主・慶親と世子・毛利定広父子は謹慎し、幕府へ降伏した。その後、完成したばかりの山口城を一部破却して、慶親・定広父子は長州萩城へ退いた。また藩主父子はそれぞれ徳川家の将軍から授かった諱を剥奪され、慶親は敬親、定広は広封へと改めた。（慶親は第12代将軍・徳川家慶から、定広は第13代将軍・徳川家定から授かった。）
恭順派の追手から逃れていた主戦派（正義派）の高杉晋作が、慶応元年（1865年）に奇兵隊など諸隊の力を得て下関功山寺で挙兵し、美祢郡大田・絵堂の戦いで俗論派を破った（功山寺挙兵）。この後、潜伏先より帰って来た桂小五郎（木戸孝允）を加え、俗論派にかわって再び正義派が政権を握り、藩論は武備恭順に転換した。この方針に従って村田蔵六（大村益次郎）が登用され、彼の主導下で藩の軍制改革が実施された。特別資金であった撫育方の貯蓄金を放出して銃器や艦船など装備の洋式化を図って幕府の再征に備えた。
同年には、土佐藩の坂本龍馬の亀山社中の仲介でイギリスの軍艦ユニオン号を薩摩藩の名義で50,000両で購入し、これがきっかけとなって薩摩藩との関係が改善し、慶応2年（1866年）には、龍馬や中岡慎太郎を仲介として長州藩の木戸と薩摩藩の西郷隆盛、小松帯刀らが京都・薩摩藩邸において会談し、6カ条からなる薩長同盟を締結。倒幕の機運は高まった。又、5月に敬親が山口に戻った事で（周防）山口藩が再び成立する。
同年6月、幕府は諸藩の反対が強い中で第二次長州征伐を強行したが、晋作と大村益次郎の軍略により長州藩は四方から押し寄せる幕府軍を打ち破り、第二次幕長戦争（四境戦争）に勝利する。7月に大坂城で家茂が死去すると、幕府軍は撤退を決定する。長州藩に敗北した幕府の威信は急速に弱まり、大政奉還、王政復古へとつながった。

### 明治時代初期

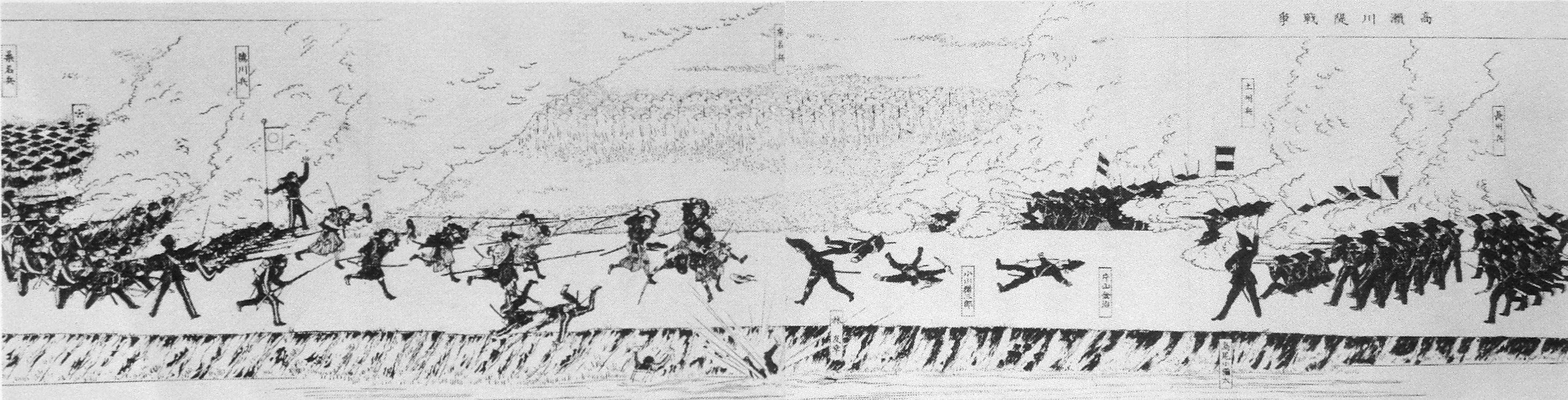
鳥羽・伏見の戦い。左が桑名藩などの幕府軍、右が長州藩などの新政府軍

戊辰戦争での長州藩の旗

慶応3年（1867年）10月、幕府の権威失墜が止まらない中、第15代将軍・徳川慶喜は大政奉還を行い、江戸幕府は崩壊した。
大政奉還を受けて、明治天皇より王政復古の大号令が発せられ、新政府が発足した。薩摩藩の大久保利通や西郷隆盛と共に長州藩の木戸孝允が参与（後に参議）として参加し、新政府の中枢の一人となった（高杉晋作は大政奉還直前に死去）。木戸は五箇条の御誓文の起草にあたり、また封建領主制度の改革の必要を大久保に進言し、この構想は明治2年（1869年）の版籍奉還に繋がった。明治4年（1871年）の廃藩置県でも主導的役割を果たしている
戊辰戦争では、藩士の大村益次郎が上野戦争などで活躍した。この戦争のうち、会津戦争やその戦後処理によって、会津藩（会津若松市）と長州藩（萩市）の間には今でも複雑な感情が残っているともいわれるが、実際は、長州藩軍は北越の戦いで進軍が遅れたため、会津戦争では戦闘を行なっておらず、また占領統治を指揮する立場でもなかった。
1869年（明治2年）11月、常備軍編成に関する不満から山口藩諸隊による反乱（脱隊騒動）が起こり、一時は山口藩庁が包囲されたが、木戸孝允が常備軍を指揮して鎮圧した。
明治3年（1870年）9月10日、府藩県三治制による藩制が定められ、それまで通称的な呼称であった「藩」が正式な呼称となる。山口藩は山口に藩庁を置いていたため、「山口藩」を正式名称とすることになった。
明治4年（1871年）6月、山口藩は支藩の徳山藩と合併し同年7月14日の廃藩置県で山口藩は廃止され、山口県となった。毛利家当主・元徳（広封から改名）は藩知事免官後、東京へ移って公爵に叙され、第15国立銀行頭取や貴族院議員を歴任した。

## 思想・文化
- 長州藩では幕末以前においても、倒幕が国是であるとの噂が常にあった。巷説の一つに、新年拝賀の儀で家老が「今年は倒幕の機はいかに」と藩主に伺いを立て、藩主が「時期尚早」と答える習わしがあったとの俗話が知られる。昭和2年（1927年）、歴史学者の井野辺茂雄が『幕末史の研究』において、毛利家の家史編纂者である中原邦平から聞いた話として著作に紹介している。井野部の記述では、毎月元日[注釈 5]、諸藩士が登城する前に藩主が「もうよかろうか」と言い、近臣が「まだお早う御座います」と返すというものであったとしている[23]。ただし、これは古老による伝承であると断っており、「後世にはなかった」としている[23]。この俗話について、平成12年（2000年）当時の毛利家当主・毛利元敬は「あれは俗説」と笑い、「明治維新の頃まではあったのではないか」という問いに「あったのかもしれないが、少なくとも自分が帝王学を勉強した時にはその話は出なかった」と答えている[24]。
- 弘前藩重臣だった山鹿素水に吉田松陰ら多くの長州藩士が師事し[注釈 6]、明治維新で活躍した高杉晋作、久坂玄瑞、木戸孝允、山田顕義らの松陰門下生は、藩校・明倫館、松下村塾で山鹿流を習得している[25]。弘前藩は「勤皇」を藩風とし奥羽越列藩同盟から早期に脱退、戦後に新政府より1万石を加増されている。
- 朝廷と天皇権威の回復を望む後西上皇・霊元天皇から高評価だった吉良義央[注釈 7]には同情的であり（反対に義央は親幕府の近衛基熙とは不仲）、支藩の長府藩が赤穂浪士を厳しく扱ったのを容認している[注釈 8]。
- 長州藩（主として浦上氏[26] ）は弘前藩邸の近隣で産まれた葛飾北斎の作品を多数購入し、今も萩に多くが現存している[27]。北斎は元禄赤穂事件で討たれた小林央通の曾孫であり[28]、長府藩の毛利師就は享保10年（1725年）、江戸城の松の廊下にて乱心した水野忠恒に斬りつけられたが、吉良義央に倣い刀を抜かずに対応し、一命を取り留めている[29]。
- 明倫館は享保3年（1718年）、毛利吉元により萩に開設された。山口に藩庁が移された際には、文化12年（1815年）に分館ができ並立することとなる。反朱子学を標榜する著作が多く、責任者として明倫館総奉行の職が設置された。萩明倫館は、敷地内に明倫小学校が建設され、跡地や遺構（「有備館」「聖賢堂」など）は昭和4年（1929年）12月17日、国の史跡に指定されている。

## 財政
- 毛利家は関ヶ原の減封と検地による高直しで、初期は七公三民という高年貢を課した。この為、「山代一揆」などが起き「走り百姓[注釈 9]」が続出した[注釈 10]（本記事第一項も参照）。一揆鎮圧と公儀との交渉で36万9千石の朱印高が確定したのちは「五公五民」に落ち着いている。
- 長州藩の債務は天保8年（1837年）、153万両（銀では10万500貫）という巨額に達した。藩は村田清風を天保14年（1843年）に藩政改革の責任者に登用、士卒の俸禄を「半知」とする、商人への債務を低利若しくは無利子で少額ずつ長期での返済とする（「三七ヵ年賦皆済仕法」）などの政策を打ち出した。また「撫育方」という年貢収支とは別の増収会計制度を設け、財政改革を実行した。慶応4年には（1868年）には、債務は91万両（銀では6万貫）までに減じた[30]。
- 他に下関に「越荷方」という通行する船から通行税（運上銀）を取る制度も設けた。白石正一郎らを商人から士分に抜擢し従事させた。加えて「三白政策」と称する蝋・和紙・塩などの専売も始めた[31] 。

## 支藩・家臣団
- 長府藩
  - 清末藩 - 孫藩（支藩である長府藩の支藩）
- 徳山藩
- 岩国領（岩国藩） - 幕府からは曖昧な扱いを受けた特殊な支藩

## 藩邸

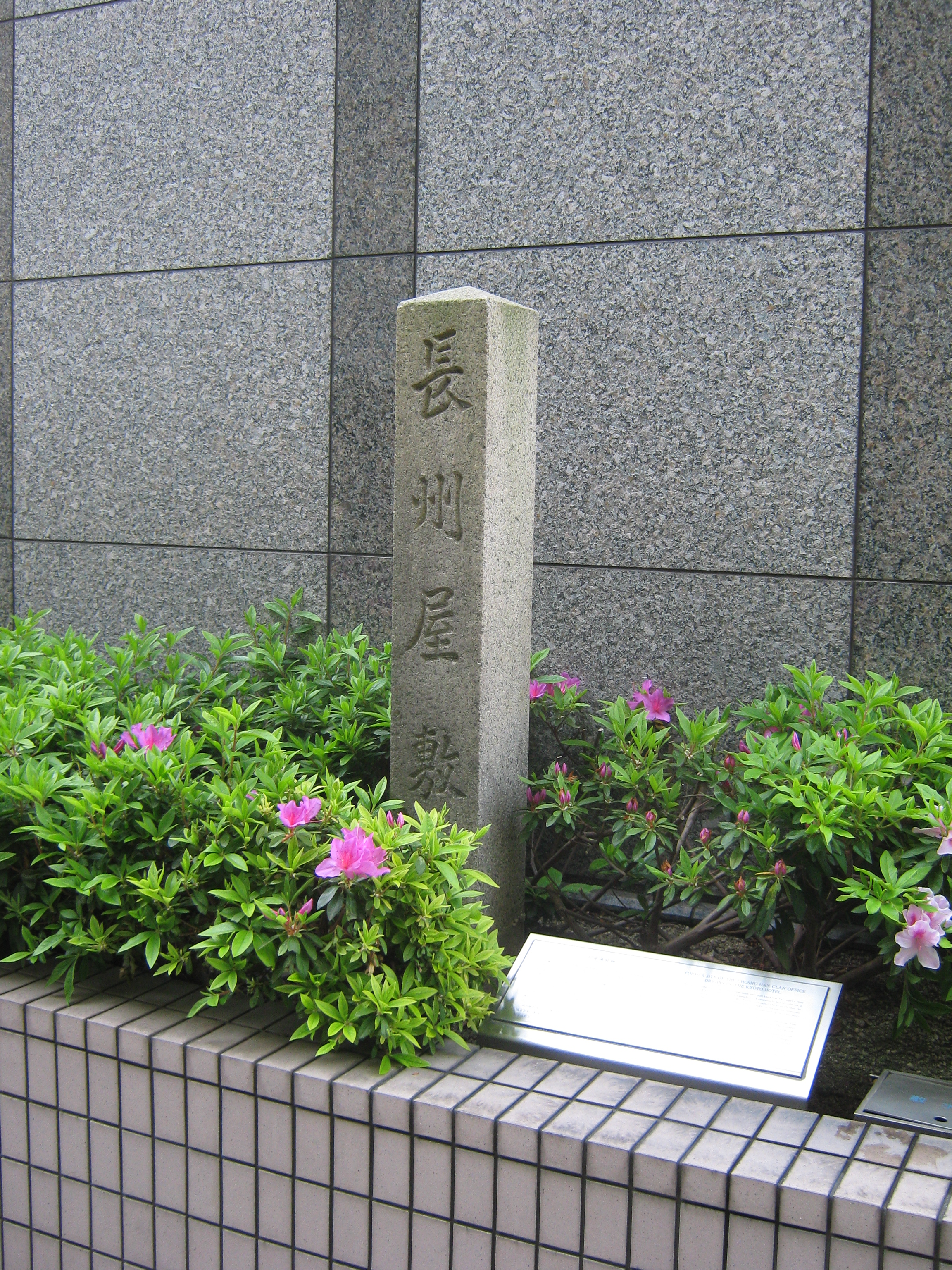
長州藩邸跡、碑文は屋敷址、京都河原町御池東入ル

- 江戸藩邸は日比谷御門外に上屋敷、中屋敷は青山に、下屋敷は鰻沢と渋谷にあった。その後外桜田に中屋敷、麻布に下屋敷を移す。また京都藩邸は河原町、大阪藩邸は田部屋橋に、伏見藩邸は京橋、長崎藩邸は新丁にあった。後に江戸幕府に没収される。
- 上屋敷は現在、日比谷公園の一部。左に上杉家（米沢藩）、右に伊達家（仙台藩）の上屋敷[32]。『江戸図屏風』では伊達・上杉両家と比べ規模はほぼ同じだが、御成御殿や御成門[注釈 11]もなく質素に描かれている。

## 菩提寺
藩祖・毛利輝元と同夫人は死後その隠居宅だった萩の四本松邸跡地に建立された菩提寺・天樹院に葬られた。天樹院は明治維新後廃寺となったが墓石は残り、同地は旧天樹院墓所として国の史跡になっている。初代秀就、2代綱広、4代吉広、6代宗広、8代治親、10代斉煕、12代斉広とその夫人は大照院に、3代吉就、5代吉元、7代重就、9代斉房、11代斉元とその夫人は東光寺に葬られている。江戸での菩提寺は愛宕の青松寺で、ここは支藩の徳山藩も菩提寺としていた。そのほか支藩の長府藩と清末藩は芝の泉岳寺を江戸の菩提寺としていた。

## 歴代藩主一覧
歴代藩主の肖像は全て現存しており、毛利報公会が所蔵している。「萩市史・第一巻」に掲載されている。
| 代（毛利） | 代（藩主） | 氏名（よみ）             | 官位・官職                      | 就封     | 在任期間                | 前藩主との続柄・備考                                                                                   |
| ---------- | ---------- | ------------------------ | ------------------------------- | -------- | ----------------------- | --- |
| 14         | 藩祖       | 毛利輝元 もうり てるもと | 従三位・権中納言                | 遺領相続 | 慶長5 - 元和9           | 毛利隆元 正室の子                                                                                      |
| 15         | 1          | 毛利秀就 — ひでなり      | 従四位下・長門守 右近衛権少将   | 家督相続 | 元和9 - 慶安4           | 毛利輝元 側室の子                                                                                      |
| 16         | 2          | 毛利綱広 — つなひろ      | 従四位下・大膳大夫、侍従        | 遺領相続 | 慶安4 - 天和2           | 毛利秀就 正室の子                                                                                      |
| 17         | 3          | 毛利吉就 — よしなり      | 従四位下・長門守、侍従          | 家督相続 | 天和2 - 元禄7           | 毛利綱広 正室の子                                                                                      |
| 18         | 4          | 毛利吉広 — よしひろ      | 従四位下・大膳大夫、侍従        | 遺領相続 | 元禄7 - 宝永4           | 養子、毛利綱広 側室の子・吉就の弟                                                                      |
| 19         | 5          | 毛利吉元 — よしもと      | 従四位下・長門守、侍従          | 遺領相続 | 宝永4 - 享保16          | 養子、長府藩主 毛利綱元 長男                                                                           |
| 20         | 6          | 毛利宗広 — むねひろ      | 従四位下・大膳大夫、侍従        | 遺領相続 | 享保16 - 宝暦元         | 毛利吉元 正室の子                                                                                      |
| 21         | 7          | 毛利重就 — しげたか      | 従四位下・式部大輔、侍従        | 遺領相続 | 宝暦元 - 天明2          | 養子、長府藩主・毛利匡広の十男                                                                         |
| 22         | 8          | 毛利治親 — はるちか      | 従四位下・大膳大夫、侍従        | 家督相続 | 天明2 - 寛政3           | 毛利重就 正室の子                                                                                      |
| 23         | 9          | 毛利斉房 — なりふさ      | 従四位下・大膳大夫、侍従        | 遺領相続 | 寛政3 - 文化6           | 毛利治親 正室の子                                                                                      |
| 24         | 10         | 毛利斉熙 — なりひろ      | 従四位下・大膳大夫、侍従        | 遺領相続 | 文化6 - 文政7           | 毛利治親 正室の子・斉房の弟                                                                            |
| 25         | 11         | 毛利斉元 — なりもと      | 従四位上・大膳大夫 左近衛権少将 | 家督相続 | 文政7 - 天保7           | 養子、毛利斉元は毛利親著の六男で、 毛利斉熙の婿養子。 毛利親著は毛利重就の側室の子。毛利匡芳の同母弟。 |
| 26         | 12         | 毛利斉広 — なりとう      | 従四位下・大膳大夫              |          | 天保7年12月 - 12月29日  | 養子、毛利斉熙 正室の子・次男                                                                          |
| 27         | 13         | 毛利敬親 — たかちか      | 従四位下・大膳大夫              | 遺領相続 | 天保8年4月 - 明治2年1月 | 養子、毛利斉元 側室の子（長男） 毛利斉広の娘婿 明治2年1月 版籍奉還                                     |
| 28         | 14         | 毛利元徳 — もとのり      | 従三位・参議                    |          | 明治2年1月 - 明治4      | 養子、徳山藩主・毛利広鎮の十男                                                                         |

## 藩の職制
以下は「萩市史」や「図録古文書入門事典」(柏書房)で『防長回天録』や『もりのしげり』をもとに作成された組織表をもとに記載。

### 藩主直轄
- 手廻頭
側近の長。寄組より任命。後に実権が奥番頭に移り、礼法儀式だけを行う閑職となる。
- 直目付
武鑑では就任者は「側用人」として掲載されることがある。
- 加判役
家老衆。

### 手廻頭配下
- 記録所役
他藩の用人相当。
- 奥番頭
記録所役担当以外の藩主側近業務の一切を統括。武鑑では直目付同様に側用人の項目に掲載されている就任者もいる。また、「萩市史」では別名を側用人ともある。
- 小姓役
『萩の古幹』によれば人員20人。

#### 記録所役配下
- 表番頭
- 使者
- 目付
- 日帳方
- 筆者役

### 加判役配下
- 国元留守居家老
配下に手元役。
- 当職
地方職座とも
- 江戸留守居家老
配下に手元役。
- 当役
江戸職座とも
- 大組頭
八組ある大組の長。寄組より就任。
- 無給通総頭
無給通士を統括
- 徒士総頭
徒士を統括。
- 大頭
先手足軽を統括する大組物頭(別名を足軽大将)を統括。
- 御手廻物頭
手廻足軽を統括
- 船手組頭
船手組士を統括
- 旗奉行
- 鎗奉行
- 使番役
- 明倫館総奉行

#### 当職配下
- 裏判役
- 手元役
- 右筆役
- 蔵元両人役
- 所帯方
- 上勘奉行
- 撫育方
毛利重就の代に創設
- 産物方
- 越荷方
- 遠近方
- 作事奉行
- 大坂頭人
- 京都留守居
- 郡奉行
- 町奉行
萩、山口、三田尻の三箇所に設置。
- 寺社奉行
- 目付役
徒目付、盗賊改方、横目、目明を統括。

##### 郡奉行配下
- 郡代官
大組士より任命。勘定役、算用役、寺社役、山方、普請方、記録方、番所方を統括。

##### 大組頭支配
- 表番頭
大組頭不在時に、その代行を勤める。
- 大組番頭
大組士を統括。

#### 当役配下
- 当役副使
- 用談役
- 手元役
- 右筆役
- 用所役
- 矢倉頭
- 江戸大検使

## 幕末の領地
- 長門国
  - 見島郡 - 2村
  - 大津郡 - 20村
  - 美祢郡 - 23村
  - 厚狭郡 - 36村
  - 阿武郡のうち - 55村
  - 豊浦郡のうち - 6村
- 周防国
  - 吉敷郡 - 35村
  - 大島郡のうち - 19村
  - 玖珂郡のうち - 28村
  - 熊毛郡のうち - 38村
  - 都濃郡のうち - 21村
  - 佐波郡のうち - 39村

上記のほか、明治維新後に石狩国樺戸郡、雨竜郡、天塩国増毛郡、留萌郡を管轄した。